# Ásotthalmi láprét
Az Ásotthalmi láprét, közkedvelt nevén Csodarét Ásotthalom közelében, Szegedtől mintegy 25–30 km-re fekvő 95 hektáros természetvédelmi terület a Körös-éri Tájvédelmi Körzet része.

## Története
A rétet a helyiek a 19. század végétől Királyhalmi rétként ismerték. Az elnevezés I. Ferenc József császár előtt tiszteleg, aki az 1879-es szegedi nagy árvíz után megszemlélte az újjáépített várost és meglátogatta a újonnan épült Ásotthalmi Erdőőri Iskolát is. Az iskolaszék egykori elnöke kérte, hogy az uralkodó tiszteletére a környéket Királyhalomnak nevezhessék el.
A fellelhető régi térképek szerint a rétet az utóbbi 150 év során bizonyosan nem szántották fel. A leírások szerint korábban a vidéket legeltetéssel hasznosították, valószínű, hogy ez volt jellemző a területre az elmúlt évszázadban is. A környéken az egyetlen drasztikus emberi beavatkozás egy lecsapoló csatorna megépítése jelentette 1942-ben, amely a rét kiszáradásához vezetett.
A rétet 1988-ban Fűzné Kószó Mária biológia szakos tanárnő fedezte fel. Első látogatói Csodarétnek nevezték el. 1992-ben nyilvánították országos jelentőségű természetvédelmi területté.

## A terület leírása
Az Ásotthalmi láprét a Duna–Tisza köze déli részének botanikai szempontból legértékesebb védett természeti területe; élővilága sokszínű és sok szempontból egyedülálló.

### Élővilága

#### Flóra

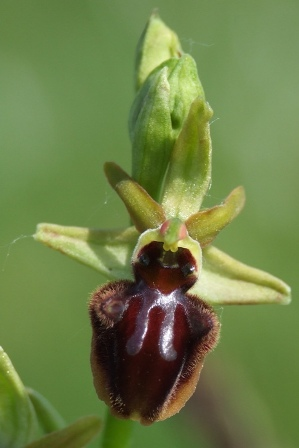
Pókbangó (Ophrys sphegodes)

A Csodarét sztyepprétjei erdőssztyepp eredetűek. Ez az élőhely-típus valaha önállóan és a mozaikos erdősztyeppeken is előfordult, azonban a talaj jó termőképességének köszönhetően vagy beerdősítették, vagy mezőgazdasági művelésbe fogták.
Természetes állapotában uralkodó fűfaja a barázdált csenkesz volt, de a korábbi legeltetések miatt ezt jórészt zavarástűrő rokon faja, a sovány csenkesz váltotta fel.
Április tájékán tömegesen nyílik itt az epergyöngyike, a szarvas kocsord és az egyhajúvirág. Ez utóbbi növény - amelyet tavaszkikericsnek is neveznek, mivel egyik legkorábban, már február végén nyíló tavaszi virágunk - a védett terület egyik legnagyobb értéke.
A sztyepprét és a kiszáradó láprétek folyamatos átmeneti zónájában találjuk a rét másik ritkaságát, a mocsári kardvirágot. Irodalmi és herbáriumi adatok tanúsága szerint Magyarországon régebben is csupán tizenkét helyen volt fellelhető - ezekből napjainkra négy maradt meg. (Világállománya is erősen megfogyatkozott, 1977 óta szerepel az IUCN, a Nemzetközi Természetvédelmi Unió védettnövény-listáján.) Ugyanitt bukkanhatunk rá még a vitézvirágra, a szibériai és a fátyolos nősziromra is.
A terület legmélyebb pontja felé közeledve a kékperjés láprétek zónájába jutunk, ahol nyár derekától a buglyos szegfű, a fehér májvirág és a kornistárnics virít. A Csodaréten megfigyelhető továbbá a vitézkosbor, a pókbangó, a magyar szegfű, a homoki árvalányhaj és számos más növényfaj is.

#### Fauna

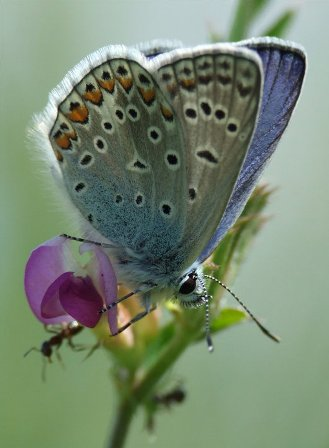
Közönséges boglárka (Polyommatus icarus)

A rét virágpompája miatt a rovarászok érdeklődésére is számot tart. Az utóbbi évek vizsgálatainak eddig feldolgozott anyaga több mint 100 kabócafaj és 350 bogárfaj jelenlétét igazolta. Becslések szerint az itt előforduló bogárfajok száma elérheti az 1500-at is. A kis termetű ízeltlábúak mellett találhatók itt olyan nagy termetű futóbogár fajok is, mint a ragyás futrinka, a mezei futrinka és az aranypettyes bábrabló.

## A Csodarét tanösvény
A Kiskunsági Nemzeti Park magyar, angol és szerb nyelvű tájékoztató táblákkal ellátott 4 km hosszú Csodarét tanösvényét a Királyhalmi Iskolától lehet megközelíteni. Látogatása március és október között ajánlott; vízálló lábbelivel, távcsővel és szúnyogriasztóval felszerelkezve.
Állomásai:
1. Csodarét tanösvény
2. Ásott halom
3. Felhagyott szántók
4. Fűzfás út
5. A tanya mint madárélőhely
6. Kékperjés rét
7. Homoki sztyepprét
8. Nádas
9. Tanyahely
10. Csatorna